# Eumerus elegantissimus
Eumerus elegantissimus är en tvåvingeart som beskrevs av Stackelberg 1930. Eumerus elegantissimus ingår i släktet månblomflugor, och familjen blomflugor. Inga underarter finns listade i Catalogue of Life.